# New Super Mario Bros. U
New Super Mario Bros. U (kurz NSMBU) ist ein 2D-Jump-’n’-Run-Videospiel des japanischen Unternehmens Nintendo. Das Spiel fungierte als einer der Starttitel der Wii U, welcher am 30. November 2012 auf den Markt kam. Spielerisch orientiert es sich an vorherigen Ablegern wie z. B. New Super Mario Bros. Wii. Es unterstützt zahlreiche Funktionen der Wii U, beispielsweise den Touchscreen des Wii U GamePad, erstmals in einem New-Super-Mario-Bros.-Spiel HD-Grafik (720p) und das inzwischen eingestellte Nintendo-exklusive soziale Netzwerk Miiverse.

## Handlung
In New Super Mario Bros. U wurde zum ersten Mal, im Gegensatz zu den Vorgängern, die Story etwas geändert. Nicht Peach wird von Bowser entführt, sondern Bowser greift das Schloss mit seinen Schergen, den sogenannten Koopalingen, an und wirft Mario mit Luigi und die beiden Toads mithilfe einer riesigen stählernen Roboterhand aus dem Schloss heraus ans Ende des Pilzkönigreiches. Nun müssen sie sich durch die verschiedenen Welten schlagen und zum Schloss zurückfinden. Nach einigen Bosskämpfen bildet sich ein dunkelviolett glimmender Tornado um das Schloss.

## Entwicklung
Nach der Vorstellung der Wii U am 7. Juni 2011 war eine Tech-Demo namens New Super Mario Bros. Mii spielbar. Sie entsprach dem Wii-Ableger der Reihe New Super Mario Bros. Wii mit kleinen Unterschieden und HD-Grafik. Spekulationen, es handele sich um ein vollwertiges Spiel, wollte Nintendo damals nicht bestätigen, sondern wies darauf hin, dass es ausschließlich eine Demo war, welche die Leistung der Wii U zeigen sollte.
Im April 2012 bestätigten sowohl Shigeru Miyamoto und Nintendo, dass man auf der Electronic Entertainment Expo, kurz E3, Anfang Juni einen 2D-Mario-Ableger für die Wii U vorstellen wolle, der auf der im Vorjahr gezeigten Demo basiert.
Während der Nintendo-Direct-Präsentation einen Tag vor der E3-Konferenz zeigte Nintendo-Präsident Satoru Iwata einige Sekunden aus dem Spiel, um die Einbindung des sozialen Netzwerks Miiverse in Spielen vorzustellen. Auf der Spielemesse wurde das Spiel schließlich als New Super Mario Bros. U vorgestellt. Es wurde ein Trailer gezeigt, mehrere Informationen bekanntgegeben und auch eine spielbare Demo bereitgestellt.

## Alle Welten (Chronologie)
Auch die Weltkarte wurde im Vergleich zu den Vorgängern verändert: Es gibt nun eine große Weltkarte, ähnlich wie bei Super Mario World, außerdem besitzen die Welten nun Namen.
- Welt 1: Eichenhain
- Welt 2: Sandkuchenwüste
- Welt 3: Minzmeer
- Welt 4: Eiswürfeleisfälle
- Welt 5: Limonadendschungel
- Welt 6: Kandis-Minen
- Welt 7: Zuckerwattenwolkenzone
- Welt 8: Peachs Schloss
- Welt 9: Superstar-Boulevard (Zusatzwelt)

Auf der Weltkarte kann man sich durch Laufen fortbewegen oder sich mit Röhren gezielt in eine Welt schießen lassen. Nach Welt 2 kann man sich zwischen den Eiswürfeleisfällen und dem Minzmeer entscheiden, man muss also nur eine der Welten abschließen, um zum Limonadendschungel zu gelangen. Außerdem sind die Baby-Yoshis auf der Weltkarte verteilt, die man in die einzelnen Level mitnehmen kann. Es gibt einige versteckte Zielfahnen, mit denen man direkt eine Welt überspringen kann (oder zum Schloss gelangen kann).

## Power-Ups
Die Power-Ups dienen dazu, der Spielfigur verschiedene Fähigkeiten zu geben, indem sie sie verwandeln oder (kurzfristig) verstärken.

### Klassische Power-Ups
Super-Pilz
Mario wird zu Super-Mario (größer), hält einen Treffer mehr aus als in der normalen Form und kann nun Mauerblöcke zerstören.
Feuerblume
Der Spieler wird ebenfalls größer und kann Feuerbälle werfen, die dazu dienen, Gegner zu besiegen. Außerdem wird er nach Erhalten von Schaden nicht wieder klein, sondern wechselt in den gleichen Zustand wie den, den der Superpilz auslöst.
Eisblume
Der Spieler wird wie bei der Feuerblume groß, kann aber Eisbälle anstelle von Feuerbällen werfen, welche den Großteil aller Gegner einfrieren können. Eingefrorene Gegner können je nach deren Größe aufgehoben und auf andere Gegner geworfen werden. Nach Schaden gleiche Auswirkung wie bei der Feuerblume.
1-Up-Pilz
Der Spieler erhält einen zusätzlichen Versuch.
Mini-Pilz
Der Spieler wird sehr klein, kann schneller rennen, höher und viel weiter springen, über Wasser laufen und Wände hochlaufen. Wenn er in diesem Zustand Schaden nimmt, ist er sofort besiegt.
Stern
Der Spieler wird für 10 Sekunden unverwundbar und besiegt die meisten Gegner allein durch die Berührung.
Propeller-Pilz (nur im Superstar-Boulevard)
Der Spieler wird groß und kann in die Höhe fliegen, nachdem er einen Drehsprung vollführt hat. Nach Schaden gleiche Auswirkung wie bei der Feuerblume.
Pinguin-Anzug (nur im Superstar-Boulevard)
Der Spieler schlüpft in einen Pinguin-Anzug. Dadurch rutscht er auf vereisten Oberflächen nicht aus, schwimmt schneller durch Wasser und kann auf dem Bauch über Eis und Wasser rutschen. Wie bei der Eisblume ist es möglich, Gegner einzufrieren. Nach Schaden gleiche Auswirkung wie bei der Feuerblume.

### Neue Power-Ups
Super-Eichel
Der Spieler verwandelt sich in ein Flughörnchen. Dadurch kann er sicher nach unten gleiten und durch Schütteln des Controllers einen Luftstoß vollführen, der ihn in die Höhe stößt. Außerdem verfügt der Spieler als Flughörnchen über die Fähigkeit, sich an Wänden festzuklammern, wodurch der Wandsprung deutlich erleichtert wird.
P-Eichel
Verleiht dem Spieler dieselben Fähigkeiten wie die Super-Eichel, jedoch kann der Luftstoß in der Luft so oft ausgeführt werden, wie man möchte. Sollte der Spieler ein Level als P-Flughörnchen beenden, verwandelt er sich in das normale Flughörnchen zurück.

### Yoshi und Baby-Yoshis
Die Baby-Yoshis sowie der große Yoshi sind zwar keine Power-ups, unterstützen den Spieler aber dennoch auf unterschiedliche Art und Weise.
Yoshi
Der große Yoshi besitzt dieselben Fähigkeiten wie noch im Vorgängerspiel New Super Mario Bros. Wii. Sitzt der Spieler auf Yoshi, kann dieser einen Flattersprung vollführen, um an höher gelegene Orte zu kommen oder mithilfe der langen Zunge Gegner auffressen. Außerdem verfügt Yoshi über die Fähigkeit, auf stachelige Gegner und Piranha-Pflanzen zu springen, ohne Schaden zu nehmen.
Rosa Baby-Yoshi
Der rosa Baby-Yoshi kann sich wie ein Ballon aufblasen. Dadurch kann der Spieler große Abgründe mühelos überqueren, indem er mit dem Ballon-Yoshi darüber gleitet. Außerdem kann jeder Baby-Yoshi kleinere Gegner auffressen.
Blauer Baby-Yoshi
Der blaue Baby-Yoshi verfügt über die Fähigkeit, Blasen zu spucken. Dadurch werden kleinere Gegner besiegt und hinterlassen Münzen oder manchmal sogar ein Power-up. Außerdem kann man auf den gespuckten Blasen springen.
Gelber Baby-Yoshi
Mit dem gelben Baby-Yoshi können dunkle Levels erhellt werden. Durch Schütteln des Controllers können Gegner in der Nähe außerdem geblendet und so betäubt werden.

## Gameplay
New Super Mario Bros. U orientiert sich spielerisch stark an New Super Mario Bros. Wii. Herausragende Unterschiede sind die Nutzung des Controllers der Wii U, Fünf-Spieler-Mehrspielermodus und die Einbindung des sozialen Netzwerkes Miiverse. Im Einspielermodus kann das Spiel sowohl auf dem Fernsehbildschirm als auch ausschließlich auf dem Controller dank eingebautem Touchscreen gespielt werden.
Bis zu fünf Spieler können New Super Mario Bros. U gleichzeitig zusammen spielen. Bis zu vier Spieler können dabei auf dem Fernsehbildschirm auftreten, zur Auswahl stehen die Spielfiguren Mario, Luigi, gelber Toad, blauer Toad oder ein Mii.
Allein kann man das Spiel sowohl auf dem Fernsehbildschirm als auch ausschließlich auf dem Bildschirm des GamePads spielen. In letzterem Szenario kann der Fernseher anderweitig verwendet werden, alle Spielereignisse werden auf dem GamePad eingeblendet. Dafür muss die Wii-U-Konsole eingeschaltet sein.
Ein fünfter Spieler kann mithilfe des GamePads den anderen Spielern helfen. So kann er durch Berührung des Touchscreens an der entsprechenden Stelle kleine Plattformen erscheinen lassen, auf die die anderen Spieler springen können. Diese Plattformen verschwinden allerdings nach einigen Sekunden. Auf die gleiche Weise kann der Spieler mit dem GamePad Gegner hindern, anzugreifen. Im Boost-Mode kann der Spieler mit dem GamePad die Mitspieler strategisch unterstützen – und damit beispielsweise Speedruns ermöglichen – oder aber Hindernisse in den Weg setzen und so gegen die anderen antreten.
Es gibt auch noch den sogenannten Herausforderungsmodus. In diesem Modus gibt es insgesamt 80 Herausforderungen zu bewältigen. Bei Zeit-Challenges muss man bestimmte Level so schnell wie möglich abschließen. In den Münz-Challenges muss man so viele oder so wenig Münzen wie möglich sammeln. Es gibt auch 1UP-Challenges, bei denen man auf so viele Gegner springen muss um 1UPs zu bekommen. Je nachdem wie gut man eine Herausforderung gemeistert hat, kann man Bronze-, Silber- oder Goldmedaillen gewinnen.
Das Wii-U-eigene soziale Netzwerk Miiverse ist in New Super Mario Bros. U eingebunden. So ist es möglich, Kommentare zu verfassen und zu veröffentlichten. So werden beispielsweise, wenn der Spieler in einem Level scheitert, Kommentare anderer Spieler in einer ähnlichen Situation eingeblendet. Auch auf der Weltkarte sind Kommentare anderer Spieler sichtbar.

## New Super Luigi U

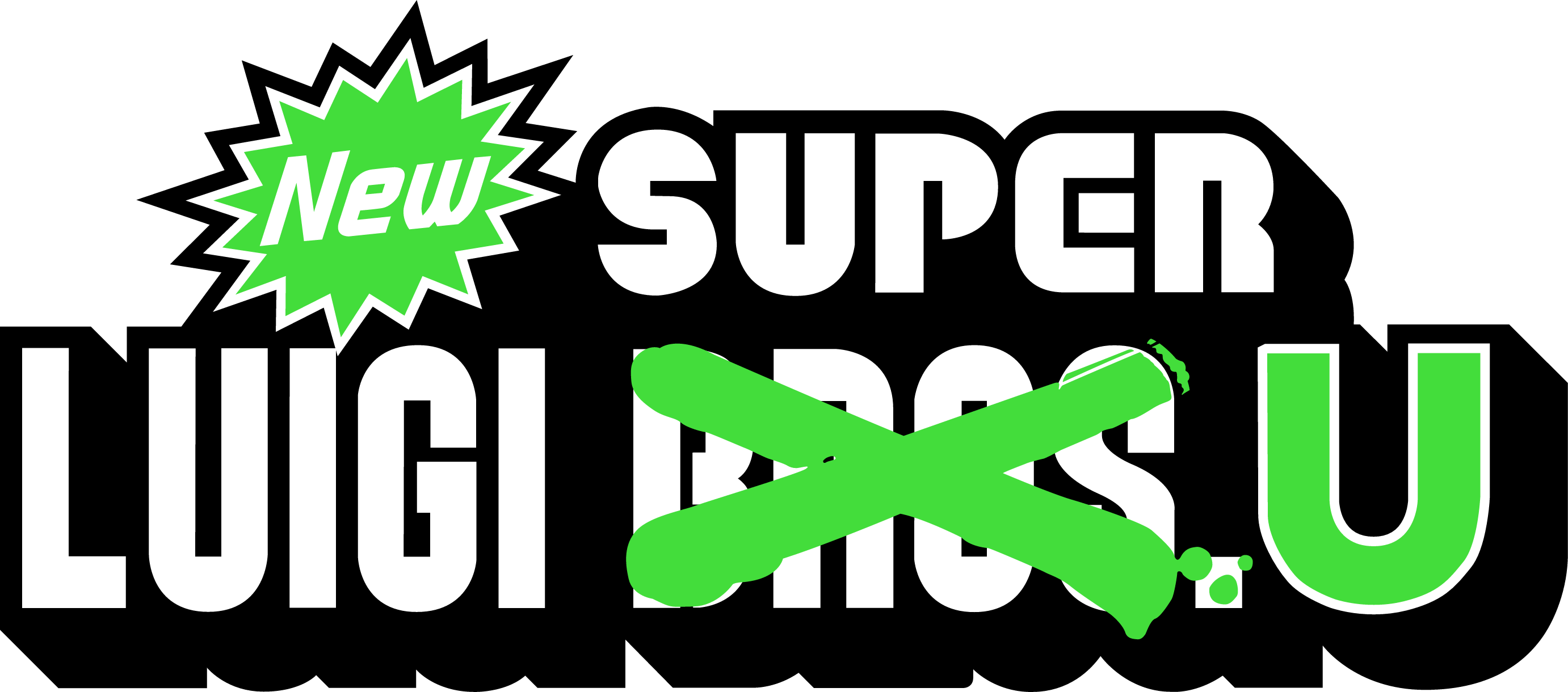
Logo

Auf der E3 2013 wurde eine Erweiterung für New Super Mario Bros. U angekündigt, welche den Namen New Super Luigi U trägt. Sie wurde zum einen ab dem 20. Juni 2013 im Nintendo eShop als Download angeboten und erweitert damit das Hauptspiel, zum anderen wurde es am 26. Juli 2013 aber auch als eine eigenständige Einzelhandelsversion veröffentlicht. Im Gegensatz zum Hauptspiel gibt es in diesem Ableger Mario nicht, das Spiel konzentriert sich vollständig auf seinen Bruder Luigi. Als Ersatz für Mario ist im Mehrspielermodus der diebische Mopsie spielbar. Das Spiel erschien zum Jahr des Luigi, welches zum 30-jährigen Jubiläum des erstmaligen Erscheinens von Luigi eingeläutet wurde. Der Unterschied zum Hauptspiel liegt darin, dass Luigi eine andere Physik hat, bspw. die veränderte Sprungmechanik.
In einigen neueren Versionen von New Super Mario Bros. U ist New Super Luigi U kostenlos enthalten, z. B. in der Nintendo Selects-Version für Wii U, aber auch in New Super Mario Bros. U Deluxe mit leicht verbesserter Grafik und Toadette (bzw. Peachette) als spielbaren Charakter.

## New Super Mario Bros. U Deluxe
In der Nintendo-Direct-Präsentation vom 14. September 2018 wurde New Super Mario Bros. U zusammen mit New Super Luigi U unter dem Namen New Super Mario Bros. U Deluxe als Portierung für die Nintendo Switch angekündigt. Die Deluxe-Version der beiden New-Super-Mario-Bros.-Spiele bietet neben einer Full-HD-Auflösung auch die zwei neuen Charaktere Mopsie und Toadette, welche besonders für Anfänger geeignet sind. Das Spiel erschien schließlich am 11. Januar 2019 exklusiv für die Nintendo Switch.